# Miguel Bañuz
Miguel Bañuz Antón, mais conhecido como Miguel Bañuz (Elche, Alicante, 26 de junho de 1993) é um futebolista espanhol que atua como goleiro. Atualmente joga pelo Barcelona B.

## Carreira

### Categorias de base
Nascido em Elche, Comunidade Valenciana, Bañuz chegou na La Masia em 2011, vindo do Elche.

### Barcelona B
Na temporada 2012–13, foi para o Barcelona B, sendo o terceiro goleiro da equipe. Em 22 de dezembro de 2012, estreou como profissional.